# Gran Illa d'Estrasburg
La Gran Illa d'Estrasburg (en francès, Grande île), també anomenada El·lipse Insular, és l'illa fluvial formada per la canalització del riu Ill, proper a la seva desembocadura en el Rin, i sobre la qual s'assenta el centre històric de la ciutat francesa d'Estrasburg, sorgida a partir de la fundació romana d'Argentoratum i de la vila medieval de Strateburgus. La Gran Illa va ser declarada Patrimoni de la Humanitat per la Unesco l'any 1988. El Consell Internacional de Monuments i Llocs va destacar de la Gran Illa la conservació de "un antic barri que és una mostra de les ciutats medievals."
Entre el patrimoni conservat, emmarcat en una topografia urbana típica medieval, destaquen els edificis religiosos de la catedral de Notre-Dame, quart edifici religiós més alt del món i exemple de l'arquitectura gòtica flamígera del segle xv, l'església de Sant Tomàs, el conjunt de culte catòlic i protestant de Sant Pere el Vell, l' església de Sant Pere el Jove, l' església de Sant Esteve, i el Temple Nou (reconstruït després de la guerra de 1870). L'obra d'enginyeria de canalització i de barreres coneguda com dels Ponts Coberts, el barri de la Petita França (Petite France), el Palau dels Rohan, L'antiga duana i nombrosos edificis maisons a collombages d'arquitectura civil recognoscibles per la tècnica de construcció de bigues vistes o entramat vist de fusta, com la casa Kammerzell són també exemples del patrimoni de la Gran Illa.

## Galeria d'imatges

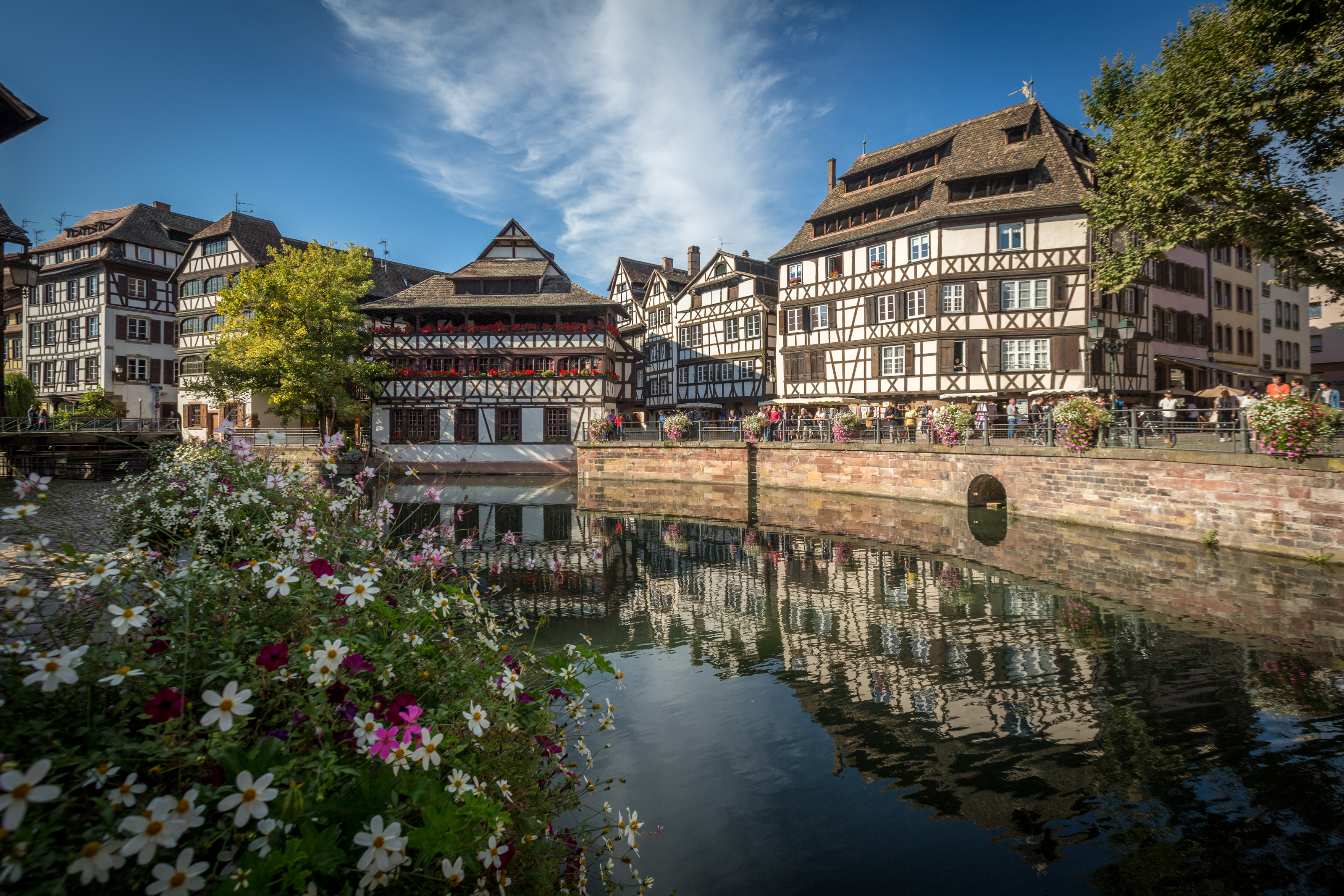
la Petite France
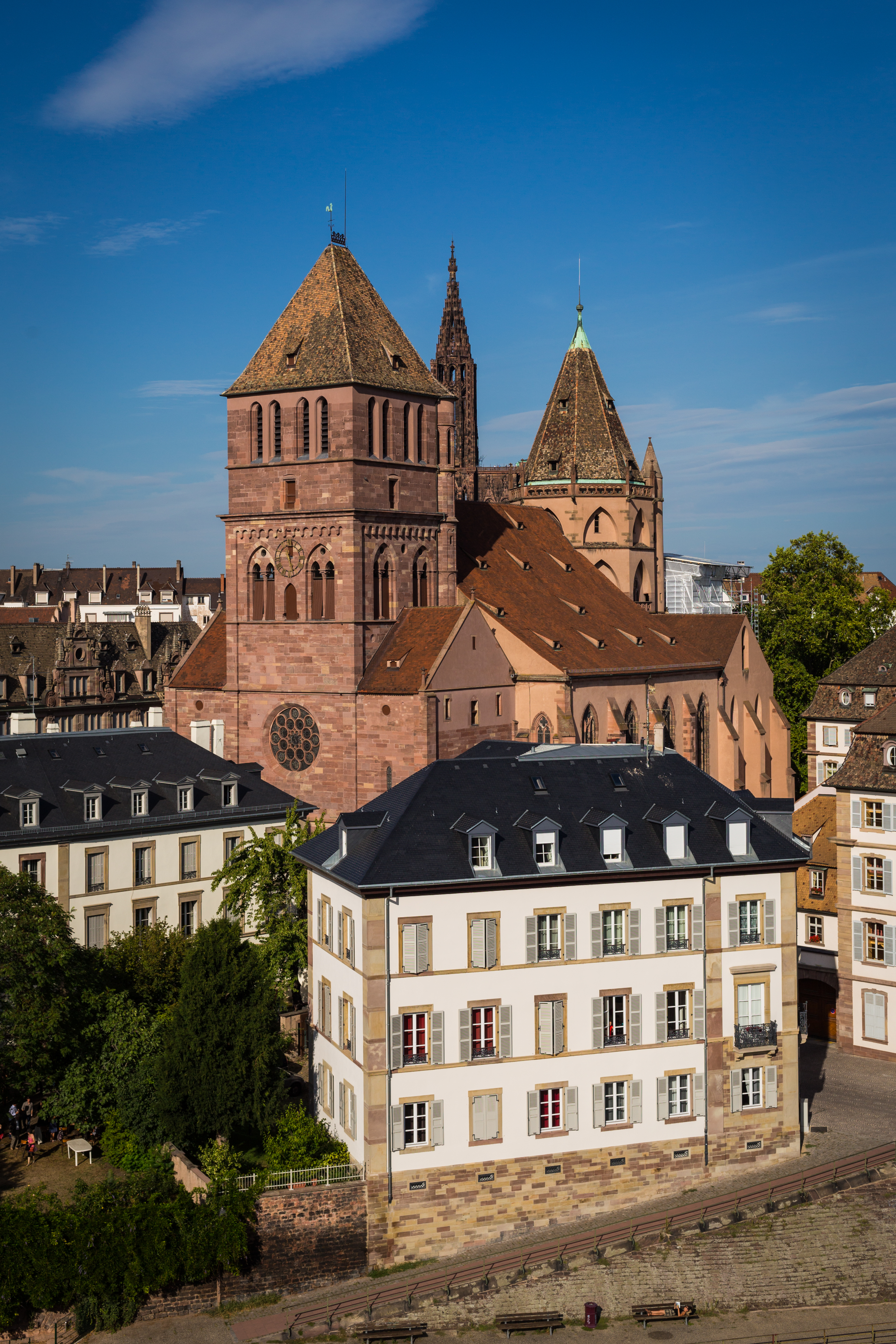
Església de St. Tomàs i Catedral
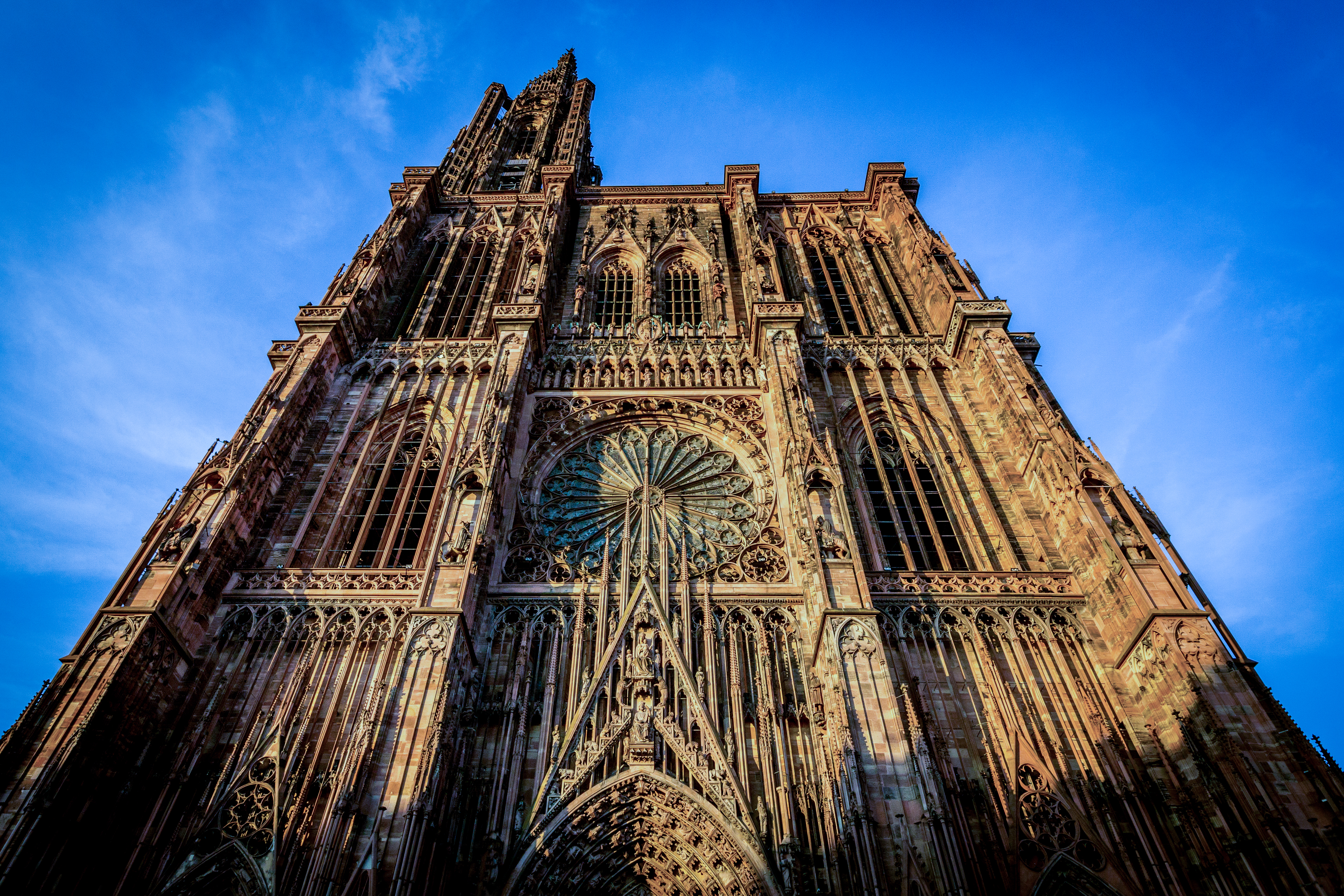
Catedral
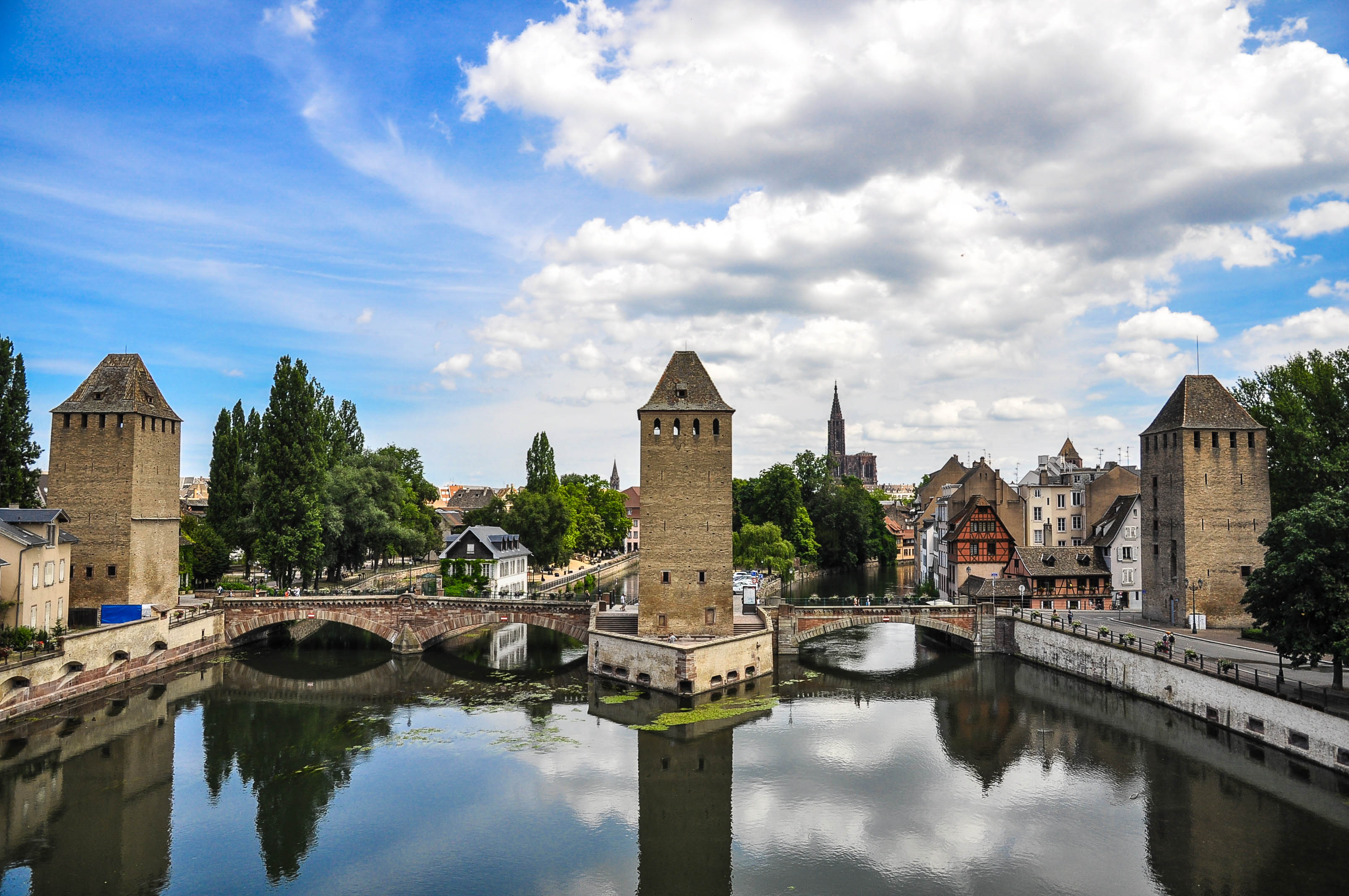
Els Ponts Coberts